# Astaena moseri
Astaena moseri är en skalbaggsart som beskrevs av Frey 1973. Astaena moseri ingår i släktet Astaena och familjen Melolonthidae. Inga underarter finns listade.